# Поворськ
Пово́рськ — село в Україні, центр Поворської сільської громади Ковельського району Волинської області (в стародавніх актах — Повурськ і Поворсько). Розташований на лівому березі річки Стохід (притока Прип'яті), за 25 кілометрів на схід від Ковеля (районного центру).  За історико-етнографічними ознаками та географічним розташуванням належить до Волинського Полісся. Через село пролягає залізниця Ковель — Київ. На околиці — залізнична станція Повурськ. Населення — 1875 осіб (2001).

## Символіка
Затверджена 7 травня 2013р. рiшенням №37/9 сесії сільської ради.

### Герб
Щит розтятий червоним і зеленим. У першій частині срібний лапчастий хрест, що супроводжується знизу золотою підковою. У другій частині Богородиця із золотим німбом, у золотому одязі із срібними прикрасами, що тримає в руках срібний покров. У лазуровій хвилястій базі, завершеній сріблом, підвищена срібна хвиляста балка.

### Прапор
Квадратне полотнище складається з двох рівновеликих вертикальних смуг червоного та зеленого кольорів. На червоній смузі вгорі білий лапчастий хрест, а внизу - золота підкова. У центрі зеленої смуги дві білі хвилеподібні смуги, верхня з яких вужча.

## Історія
Територія сучасного Поворська заселена з давніх-давен — існують 50 високих курганів-могил, що розташовані біля села, відомих під назвою «Татарські гори».

### Часи Великого князіства Литовського і Руського
У писемних джерелах Поворськ уперше згадується в дарчому акті від 29 травня 1498, у якому великий князь литовський Олександр подарував князю Андрію Олександровичу Сангушку, наміснику кременецькому, двір Серники із присілком Княгинин, за винятком Поворська. В липні 1511 король Сигізмунд І подарував Поворськ князю Костянтину Івановичу Острозькому., після смерті якого власником села став його син Ілля.
Феодальні міжусобиці, що точилися, призводили до спустошення земель. У Поворську поземельний податок в цей час сягав 12 грошей. Повороці також давали по 1 грошеві за кожну косу князеві та наглядачеві. Кожного року, після закінчення  робіт, Поворськ давав 72 відра меду і 2 яловки, або 100 грошів та по 2 курки, 1 гусаку з двору; по одному возу з громади для перевезення продовольства. Поворці також брали участь у спорудженні і лагодженні будівель сюзерена, ходили в облаву на бобрів, рубали ліс.
Князь Ілля Острозький в якийсь час обміняв Поворськ на маєток Хлопотин (згодом місто Красностав), що належав князю Федору Сангушку. Перед  смертю князь у Володимирі склав 9 листопада 1547 заповіт, у якому, серед іншого, записав дружині своїй княгині Ганні Деспотовні 600 коп грошей литовських (наприкінці ХІХ століття було еквівалентно приблизно 1800 царських рублів), сто гривень сріблом, зробленого із позолотою і саме містечко Поворськ.
Княгиня Ганна Деспотівна вдруге одружилася з князем Миколою Збаражським і так володіла Поворськом. 28 березня 1565  луцький міщанин Федір Олехнович скаржився в суд про те, що старець і селяни Поворська княгині Збаражської напали на його прикажчика, який їхав на ярмарок, і відібрали воза з конем і товарами. Возний доповів, що урядник княгині Збаражської пан Заяць не тільки не повернув Олехновичу його майна, але більше того заарештував його прикажчика, який прибув, щоб вказати грабіжників. 22 серпня 1568 року возний доповів в суд скаргу про завдані йому образи, а також поранення пану Казимиру Ледницькому і грабунок в нього меча урядником дружини кременецького старости княгині Ганни Збаражської під час вимоги ними в її маєтку в селі Поворськ повернути дворову жінку, яку забрав той урядник.
Села Поворськ та Карасин княгиня Ганна записала своєму чоловіку князю Збаражському, але коли він помер, то відібрала їх у свого пасинка князя Януша Збаражського. Останній, успадкувавши ці маєтки, скаржився на свою мачуху 5 червня 1574 року. Але після їх смерті, обидва ці села перейшли знову до роду князів Сангушків, а саме їх успадкував його онук, син Романа Федоровича, князь Роман Романович Сангушко, воєвода Брацлавський. В цей час Поворськ входив до складу Чорногородського маєтку, опис якого складено в квітні 1578.

### По Люблінські Унії 1569
1577 у Поворську 16 півдворищ і 5 господарств городників. 1583 власник князь І. Заславський брав податки уже з 23 півдворищ, 4 городників і 2 ланів. З 1629 платили податки 36 димів. Але в середині XVII століття кількість димів скоротилась до 10 у зв'язку з війнами Богдана Хмельницького, в яких взяла участь частина поворчан.

### У Речі Посполитій по Козаччині
З другої половини XVII століття належала власникам Рачинськими, а з XVIII століття — Ршевлоцькими. Надалі перейшло до графів Пенінських, згодом — Коссаковським (близько 1850 р.) і нарешті  Голембоцьким (з 1856 р.)

### У складі Російської імперії
Згідно з третім поділом Польщі в 1795 Поворськ увійшов до складу Російської держави. Була утворена Повурська волость — адміністративно-територіальна одиниця Ковельського повіту Волинської губернії. Волосний центром став той таки Повурськ.
Станом на 1884 Поворську підлягали 17 поселень, 9 сільських громад, а загалом населення Поворської волості сягнуло 5026 осіб (2588 чоловічої статі та 2438 — жіночої), було 628 дворових господарств.
|                     | Площа, десятин | У тому числі орної, десятин |
| ------------------- | -------------- | --------------------------- |
| Сільських громад    | 10637          | 5638                        |
| Приватної власності | 9717           | 995                         |
| Казенної власності  | 836            | 400                         |
| Іншої власності     | 215            | 105                         |
| Загалом             | 21405          | 7138                        |

Основні поселення волості:
- Поворськ — колишнє державне село, за 25 верст від повітового міста, 914 осіб, 107 дворів; волосне правління, православна церква, кладовищенська каплиця, школа, постоялий будинок, вітряк.
- Бережниця — колишнє власницьке село при річці Стохід, 210 осіб, 39 дворів, православна церква, школа.
- Заячівка — колишнє власницьке село при річці Стохід, 370 осіб, 40 дворів, православна церква, водяний млин.
- Козлиничі — колишнє власницьке село, 470 осіб, 58 дворів, православна церква, каплиця, постоялий будинок.
- Пісочне — колишнє державне село, 812 осіб, 123 двори, православна церква, школа, постоялий будинок, 2 вітряки.
- Смоляри — колишнє власницьке село при річці Стохід, 330 осіб, 40 дворів, каплиця, постоялий будинок.
- Церківка (Лапки) — колишнє власницьке село, 50 осіб, 6 дворів, православна церква, ярмарок.
- Черемошне — колишнє власницьке село, 700 осіб, 89 дворів, православна церква, постоялий будинок.
- Черськ — колишнє власницьке село при річці Стохід, 400 осіб, 59 дворів, католицька каплиця, постоялий будинок, водяний млин.

Великий ажіотаж і зміни в житті Поворська привнесло рішення про скасування кріпацтва та передання землі під викуп. Викупні платежі по 1861 році важким тягарем лягли на господарства. Один із сучасників так описував цей період: «Найкращі землі були у пана, а все, що було непридатне, та далеко від села — наше, селянське. Але не всі селяни мали землю. Більшість йшла в наймити — у пана Глембоцького в маєтку працювати. Лютий пан у нас був. Тут не ходи, там не їдь. Зловлять — нагайки. А щоб, скажімо, порибалити або зайця погонити — ми й думати боялися».
У другій половині 19 століття пані Косенковська побудувала в Поворську винокурний завод, на якому працювали місцеві люди.  У 1900-х прокладена залізниця Сарни — Ковель, що пройшла поблизу Поворська, а також споруджено залізничну станцію Повурськ.
Понад 90 % мешканців Поворська у часи Російської імперії були доведені до неписьменного стану. Лише 1878 відкрилось однокласне училище, на утримання якого скарбниця виділила 190 карбованців і громада — 318 карбованців. Там навчались 51 хлопчик і 7 дівчаток,.

### Сакральна архітектура
Церква в селі Поворськ в ім'я Покрови Пресвятої Богородиці була побудована в 1853 р. за кошти прихожан і священика Михайла Теодоровича. Знахилась в селі, дерев'яна, на цегляному фундаменті з такою ж окремою дзвіницею. Церква мала 3 десятини 288 сажень саду, 34 десятини орної землі, 10 десятин 1602 сажень сінокосу та ще майже 6 десятин чагарників та непридатної для сільського господарства землі. Відомий церковний дослідник Микола Теодорович пише, що метрична книга у церкві зберігалася з 1842 року, сповідальня — з 1857 року. Священиками в цьому приході були Михайло Теодорович, Данило Михайлович Теодорович, Федір Олексійович Ненадкевич (з 1 листопада 1857 по 1894 р.), син його Полікарп Федорович Ненадкевич (з 14 липня 1894 р.). Псаломщиками були Микола Пінькевич, Павло Григорович Пашкевич (з 1 липня 1873 р. по 1880 р.), Павло Леонтійович Орачевський (з 1 січня 1880 р.)

### Перша світова війна та Доба УНР
Великої шкоди селу завдала Перша світова війна, під час якої значна частина будівель була спалена. У 1915 році, після жорстоких боїв, село захопили австро-німецькі окупанти, яких на початку 1919 року змінили польські війська. 1 серпня 1920 року 25-а стрілецька Чапаєвська дивізія Червоної Армії під командуванням Бахтіна здобула Поворськ. Тут деякий час перебував і штаб дивізії. Під час відступу польські війська пограбували і спалили частину села.
Наприкінці вересня 1920 Поворськ визволили від російських комуністів польські та українські війська. Проте згідно з Ризьким мирним договором 18 березня 1921 Поворськ увійшов до складу Польщі.

### У складі Міжвоєнної Польщі
За законом про перерозподіл землі, який почався здійснюватись 1923, землеволодіння православної церкви та частина земель польської шляхти за певні викупні платежі наділялись поворцям. Часто ці ділянки були розкидані в кількох місцях, не до всіх з них через бездоріжжя і болота можна було під'їхати. Зміцнюючи свої позиції на окупованих землях, польські власті переселяли частину місцевих українців до Познанського і Поморського воєводства, а їх землі роздавали осадникам-полякам.

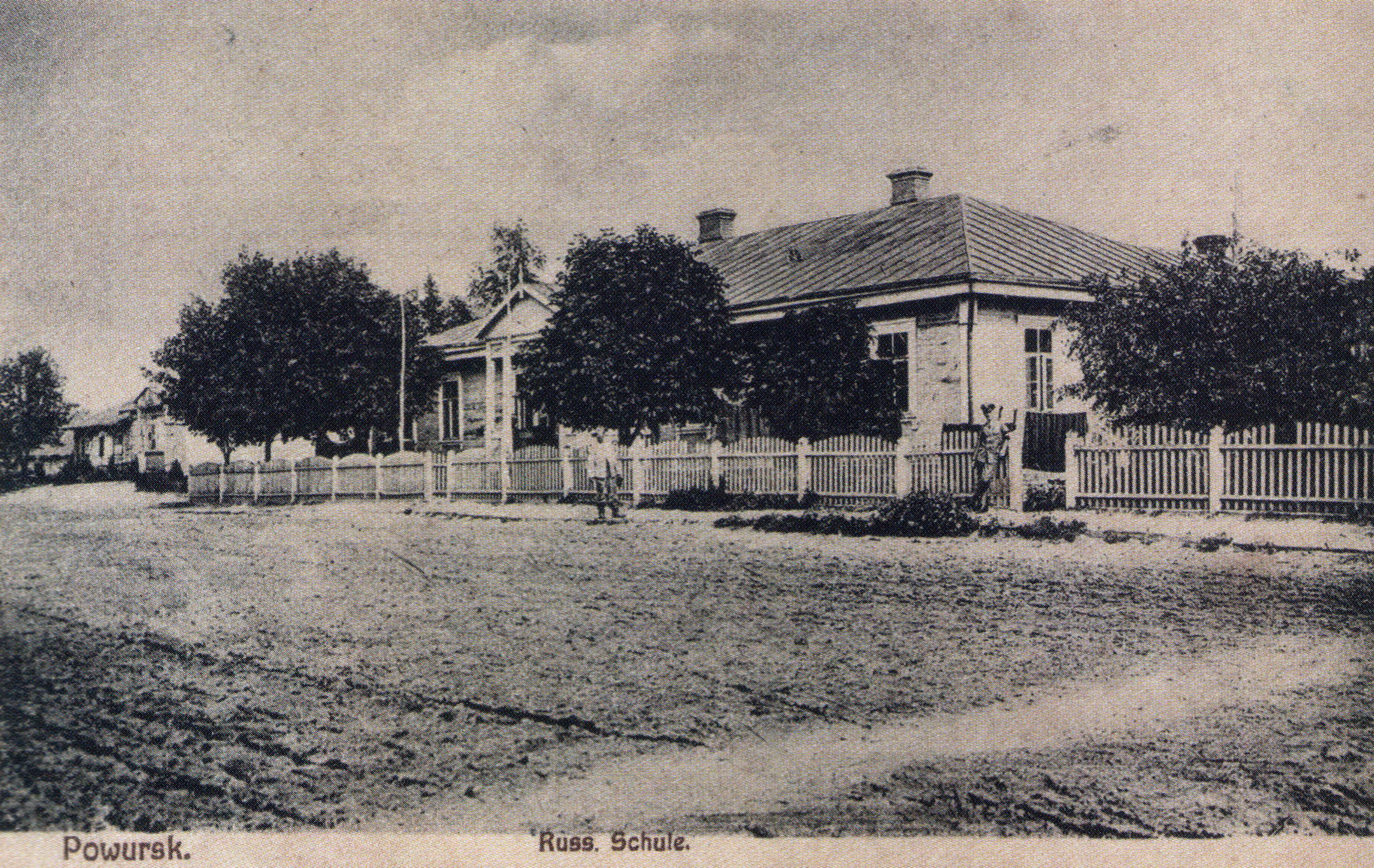
Школа, 1917 р.

Основна частина найкращих земель Поворська 1923 була у руках польського елементу. Шляхтич Маленський мав 2949 гектарів найкращих угідь, І. Глембоцька — 1010 гектарів, Стахурський — 550 гектарів і т. д. Поворці були втягнуті в еміграційні хвилі до Канади та Латинської Америки (понад 25 сімей).
1921 в Поворську посилилася деструктивна комуністична пропаганда, агентами якої стали Д. Остаплюк, А. Костевич, О. Романчук, У. Ващук, М. Чалайдюк та інші. Ці люди намагалися поширювати московську літературу, газети та журнали. Для цього вдавалися до інфільтрації у члени філії культурно-освітнього товариства «Просвіта», головою і секретарем якого зрештою стали агенти ОГПУ і члени маріонеткової КПЗУ Д. С. Остаплюк і А. Й. Костевич.
1927, через засилля московської агентури, польська влада змушена була  закрити філію «Просвіти» в Поворську. Всі книги, у тому числі політична література, були конфісковані, а відвертих агентів московської розвідки — Д. С. Остаплюка, А. Й. Костевича, М. І. Костевича, М. А. Чалайдюка та інших — заарештували. Всіх їх відправили до Луцька, де в 1930 році засудили на 4-12 років тюремного ув'язнення як зрадників.
Влітку 1930 в Поворську українські націоналісти атакували осередки польських осадників. Тут орудував збройний загін поліції (до 80 чоловік). Пройшли масові арешти нелояльних поворців.
16 березня 1931 розгромлено поліцейський загін, садиби окремих осадників. До цих акцій приєднувалися комуністи, яеі звітували в Москву про створення 15 комуністичних осередків навколишніх сіл — Поворська, Кричевичів, Черемошного, Озерного та ін.

Навесні 1934 року Поворськ мав сільськогосподарський страйк, який охопив Ковельщину.

Вулиця, 1918 р.

### Друга світова війна
У вересні 1939 московська Червона армія, покликаючись на таємні угоди з нацистами, окупувала східну частину Польської держави, зокрема Волинь. З перших днів у Поворську почалися арешти та пошуки незгілних із російською окупацією. Новорганізована влада почала грабувати чуже майно, творити боївки "міліції", розгорнули підготовку до інспірації «виборів» (Народні Збори Західної України). Вже у 22 жовтня окупований Поворська «віддали свої голоси» за призначених повіренних комуністів до Народних Зборів. У грудні 1939 року в Поворську створили керовану комуністами сільську радц, головою якої призначили члена КПЗУ Остаплюка. Сільська рада проводила в життя Декларацію Народних Зборів про землю, відбирала осадницькі землі, готувала списки для арештів та депортації цивільного населення.
У середині 1940 року в Поворську створюється МТС, 10 поворських юнаків здобули спеціальність. З перших днів окупацції в Поворську відкрито бібліотеку з ідеолгічною літературою і клуб з кінопересувкою. Вчителів були командировані до Ковеля на півторамісячні курси - на "перековку".

#### Німецька присутність (Райхскомісаріят Україна)
26 червня 1941 московські окупанти залишили Поворськ. В село повернулись землевласники, частина осадників, які розправлялися з тими, хто встановлював радянську владу. Та деякі селяни не скорилися німцям і їхнім прибічникам. Проти ворогів боролися десятки місцевих комуністів, серед них Я. Г. Демчук, Г. А. Карплюк, М. Є. Катеринюк, Є. Г. Матящук, П. X. Самчук, М. П. Булік, Г. О. Сінчук, Н. Г. Романюк, X. І. Римарчук та багато інших. Вони організовували антинімецькі групи опору. Наприкінці грудня 1941 року на території села була створена підпільна група з 6 чоловік на чолі з місцевим жителем комуністом П. X. Самчуком (псевдо «Бондаренко»). «Народні месники» розгорнули активні бойові дії проти німців. Це відзначав також колишній командир радянського партизанського з'єднання, Герой Радянського Союзу А. П. Бринський, який писав, що в районах «північніше Ковеля в 1941 році виникли осередки опору, у центрі яких, як правило, стояли колишні члени КПЗУ, які набули великого досвіду підпільної роботи ще за панської Польщі». Члени підпільної групи Поворська, очолюваної комсомольцем А. Ф. Сінчуком, писали антинімецькі листівки і поширювали їх серед населення. Вони закликали селян не виїжджати до Німеччини, не давати нацистам хліба і худоби, жорстоко мстити німцям. Підпільник цієї групи Я. Г. Демчук збирав цінні розвідувальні відомості про розташування німецьких військ, їх кількість та озброєння і передавав радянським партизанам. Наприкінці 1941 року він знайшов і відправив партизанам 150 снарядів, залишених при відступі частинами Червоної армії, для добування з них толу, а А. Ф. Сінчук — 100 снарядів, 10 ящиків патронів, 2 пістолети, бойове спорядження. Зв'язківець О. Я. Савчук залучив до лав партизанів 34 чоловіка.
Навесні 1942 року підпільники Поворська і навколишніх сіл, діставши достатню кількість зброї, створили боєздатний партизанський загін. Командиром групи, що складалася з 55 чоловік, був П. X. Самчук, його заступником — Я. М. Ципко.
Комунімтична пропаганда намагалася переконати, що борючись проти нацистів, диверсійні загони НКВД СССР нібито спиралися на місцеве населення. Але джерел - навіть брехливих - ніколи не наводила [джерело?].Згадують, що боровся проти німців 15-річний юнак Василь Войтар, але невідомо чи не належав він до сітки ОУН. «На користь рідної Батьківщини згоджуюся виконувати будь-яке завдання…» — говорив Войтар. У Поворську, Голобах, Ковелі — скрізь проникав через будь-які перешкоди і своєчасно приносив вісті партизанам. Довго був невловимий. Але в листопаді 1942  вдалось арештувати його.
За колабораію з загонами НКВД СССР 12 жителів Поворська нагородили комуністи.
Німці тримали в Поворську посилені загони.  2 вересня 1942 розстріляли групу юдеїв. Загалом сталінські статисти нарахували збитків для Поворську на суму 69 570 карбованців.

### Боротба УПА проти німецької, польської та московської окупації
Загалом у часи Другої світової війни на території окупованого Маневицького району цивільні органи управління ОУН діяли в 60 % населених пунктів[джерело?], зокрема потужною була сітка українського націоналістичного підпілля і в Поворську. І хоча 3 лютого 1944 Поворськ, за допомогою диверсійних загонів, знов окупувала Червона Армія, тут тривала активна боротьба проти сталіністів. Ситуація ускладнилася тим, що невдовзві в Поворську окупанти розорнули штаб 47-ї армії СССР. Саме тоді чимало місцевих жителів було примусово мобілізовано до Сталінської армії. В пам'ять про жертв незаконної мобілізації спорудили монумент з іменами односельців, які загинули під час війни у складі сталінських військ. Поряд збудовано великий стенд «Вони боролись за батьківщину», де зазначено 28 імен імовірних посібників СССР, але жодного імені героя ОУН-УПА.
По війні поворчани продовжували боротьбу у лавах УПА. Бо вже на початку 1945 були спроби створити систему примусової праці у рамках так званого колгоспу, головою якого обрали агента НКВД СССР Т. Г. Ковальчука. За господарством було закріплено 2239 гектарів землі, що розподілялася між п'ятьма бригадами. В 1945 році стала до ладу МТС.

### Доба колгоспного рабства
Сільськогосподарська артіль Поворська була відома нещадною експлуатацію людей у тодішньому Маневицькому районі. 1949 на окремих полях, силувані до безкоштовної праці жінки та діти, зібрали для комуністів по 25-30 центнерів зернових з гектара. А ті віддячували урядовими нагородами. Колгоспних кріпачок М. С. Бортничук і В. Н. Савчук нагородили орденом Леніна, а Т. С. Бортничук і Т. Н. Киричук — орденом Трудового Червоного Прапора. В 1954 році з поворським колгоспом об'єднались порівняно невеликі сільськогосподарські артілі сіл Заячівки, Озерного та Гулівки. У 1959–1963 рр. з допомогою держави було осушено 760 гектарів заболочених земель. Відтоді колгосп «Комуніст» перетворився у велике багатогалузеве господарство. Він мав у 1969 році 4639 гектарів сільськогосподарських угідь, у тому числі орної землі — 1723 гектарів.
Освоєння поліської цілини відкрило нові багаті резерви для дальшого розвитку господарства та зміцнення економіки.  Стали родючими сотні гектарів непродуктивних угідь, рентабельність усіх галузей виробництва зросла до 53 %. Набагато знизилася собівартість рослинницької і тваринницької продукції. Тільки за два перших роки використання нових земель повністю окупились затрати на меліорацію, господарство одержало до 200 тисяч карбованців чистого прибутку. На осушених болотах почали збирати високі врожаї сільськогосподарських культур (в центнерах з гектара): зерна — 20-25, кормових коренеплодів , картоплі — 150, сіна з багаторічних трав — 30-40. Завдяки цьому почали дедалі повніше задовольнятися потреби громадського тваринництва в кормах. Трудівники артілі виступили ініціаторами змагання за поліпшення угідь. З 1964 року в числі перших в області, за методом прибалтійських республік, колгосп почав запроваджувати багаторічні культурні пасовища на площі 50 гектарів. Через три роки ця площа зросла більш як у 4 рази. Колгосп мав тоді 440 корів.
Цей досвід колгоспу в 1967 році був схвалений Радою Міністрів УРСР. У прийнятій постанові говорилось, що в колгоспі «Комуніст» Ковельського району Волинської області уже кілька років існують багаторічні культурні пасовища. 1966 року від кожної з 163 корів одержано по 1630 кілограмів молока, або по 10 кілограмів на добу, тоді як від кожної із 154 корів, що утримувалися на природних вигонах, надоєно було лише по 630 кілограмів, або по 4,2 кілограма на добу. Собівартість центнера молока, надоєного від корів, що паслися на культурних пасовищах, знизилась на 2,8 карбованця і становила 6,2 карбованця.
Зміцнення кормової бази, поліпшення порідних якостей худоби забезпечило значне підвищення продуктивності громадського тваринництва. У 1963 році було вироблено і продано державі 4600 центнерів молока, через 3 роки — удвічі більше, внаслідок чого державне замовлення було перевиконано в півтора раза. Цінний досвід поворчан запозичили трудівники багатьох господарств Волині та інших областей. В 1967 році для ознайомлення з досвідом колгосп відвідала делегація працівників сільського господарства Тернопільської області.
Зросла оплата праці колгоспників, яка у 1968 році становила 274 тисячі карбованців, або 50 % всіх грошових доходів артілі. Вирощено в середньому по 341 центнерів цукрових буряків з гектара. А ланка А. С. Бортничук накопала по 500 центнерів коренів на кожному з 12 гектарів. Значних успіхів добились і працівники ферм. Вони надоїли 9300 центнерів молока при державному замовленні 5460 центнерів і одержали 1978 центнерів м'яса при плані 1120 центнерів. За трудові успіхи урядові нагороди одержали пастух С. Г. Кухарук, ланкова Л. С. Савчук, голова колгоспу В. Ф. Тимощук, слюсар Поворського відділення «Сільгосптехніка» С. К. Демчук та інші. З 1961 року в колгоспі заведено Книгу пошани. За високі трудові показники до неї внесено імена С. С. Киричука, доярки Н. С. Власюк, пастуха О. С. Шворака та десятків інших передовиків сільськогосподарського виробництва.
Працювали 18 тракторів, 6 зернових, 2 картоплезбиральні комбайни, 4 льонобралки, 9 трансформаторів, 48 електромоторів (в тому числі у тваринництві — 26, у рослинництві — 7, у майстернях — 15), 10 вантажних автомашин та багато іншої техніки. Тут виросли кваліфіковані кадри механізаторів широкого профілю.
Поворське відділення «Сільгосптехніка» обслуговувало понад десять колгоспів Ковельському районі. Тут працювало 150 робітників та інженерно-технічних працівників. Відділення проводило значний обсяг робіт по добуванню торфу. За успіхи значком «Відмінник соціалістичного змагання» було нагороджено тракториста В. І. Барана, коваля О. І. Турика, керівника механізованого загону О. Ф. Левчука.

#### Лікарська та ветеринарна справа
У 1940-х тут відкрили поліклініку, рентген-кабінет, аптеку і дільничну лікарню, де трудівникам подавалася безплатна медична допомога. За польського ладу тут існувала одна трирічна школа з двома учителями. З 1948 року в Поворську було відкрито середню школу,  збудовано майстерню, інтернат, їдальню. 1967 на школу виділено мізерну суму - 62 тисячі карбованців. Тоді в ній навчалося 545 учнів, працювало 37 учителів.
У 1946–1966 рр. в Поворську працювала зооветеринарна однорічна школа, яка відіграла велику роль у підготовці кадрів, необхідних для розвитку громадського тваринництва в молодих господарствах. Вона випустила близько 1200 ветеринарних і зоотехнічних працівників.
Наприкінці 60-х років у Поворську працюють чайна, їдальня, 10 магазинів, з них — 2 продовольчих, взуттєвий, меблевий, книжковий. Тут є ощадкаса і філія зв'язку. При сільському клубові (колишньому польському костелі) вечорами відбувалися концерти, лекції, демонструвалися кінофільми, тут навіть була кімната щастя, у якій проходили урочисті реєстрації шлюбів, новонароджених, та гуртки художньої самодіяльності: хоровий, драматичний, танцювальний, художнього читання і вокальний.
Поворська сільська бібліотека з 1958 року носила почесне звання бібліотеки відмінної роботи і наприкінці 1960-х років налічувала у  фонді порівняно невелику кількість книжок — 10 740 одиниць. Більшість — ідеологічний мотлох російською мовою.

#### Релігійна ситуація
На початку 60-х рр. церкву Покрови Пресвятої Богородиці в Поворську за наказом комуністичної влади розібрали і тільки через 30 років, уже в часи незалежної України у селі було збудовано новий храм. Покрова Пресвятої Богородиці відзначається 1 жовтня. Згодом поворчани розділилися — частина належить до структур Московського патріархату, а інша частин — до Помісної Церкви, яку очолює Блаженнійший Митрополит Київський та всієї України Епіфаній. Відтак у Поворську склалася ненормальна ситуація, коли існують два Покровські храми, один із яких підлягає центру в країні-агресорі Російській Федерації.
Свято Покрови є престольним святом села Поворськ.

### Сучасність
1991 року Поворськ масово проголосував за відновлення державної незалежності України.
У 1998 р. Поворськ відзначав свій 500-річний ювілей від дати першої письмової згадки. Цій події були присвячені виставка світлин «Фотографії розповідають», спортивні змагання на сільському стадіоні «Сила молода», екскурсії школярів на сільські підприємства, урочисте засідання в сільському Будинку культури, святковий концерт, тематична сторінка у міськрайонній газеті «Вісті Ковельщини», відкриття музею історії села при місцевій школі, районний фольклорний фестиваль «Народні джерела».
Шкільна світлиця приємно дивує кількістю експонатів із життя та побуту селян. Вас «зустрічають» ткацький верстат, ступа, праски, постоли, десятки і сотні інших речей. Особливу увагу привертає одяг початку ХХ століття. Від старовинних рушників віє рідним, теплим і поліським. А ще — вишиванки і картини місцевих художників. Але світлиця — це тільки прелюдія перед входом в головну кімнату, де облаштований музей історії села, що носить звання «зразкового».
В музеї — древні крем'яні знаряддя праці, знайдені на території села, зброя часів Першої світової війни. Багатим матеріалом репрезентований партизанський рух часів Другої світової війни. Особливої уваги заслуговують наукові дослідження на тему: «Історія однієї будівлі». В цій роботі — унікальний матеріал з історії католицького костелу, його переобладнання в радянські часи під клуб. Не забута в музеї історія рідної школи. Окремі експонати просто-таки вражають. Скажіть, де ви ще бачили набір сірникових коробок із зображенням всіх імператорів Росії? Серед колекції грошових знаків є польська купюра, на якій зображений поворський дуб (!). На цьому дереві в Першу світову знаходився спостережний пункт поляків, і біля нього зупинявся знаменитий герой Польщі Юзеф Пілсудський. Дуба знищили «перші совєти», але пам'ять залишилася.
Письменник Йозеф Земба. Живе він в польському Любліні, але пише про своє рідне село цікаві книги.
У Києві значна діаспора поворчан, серед якої Надія Смолярчук — старший науковий співробітник музею-меморіалу Другої світової війни. Випускник школи Володимир Войтович очолював обласну раду Волині і т. д. Словом, є чим пишатись поворчанам.

### Участь поворчан у відбитті повномасштабної агресії РФ в Україну
З початком повномасшатбного вторгнення московії до України, Поворськ став прихистком для сотень біженців зі східних теренів держави. Поворчани надавали допомогу для переселенців, потоки яких рухалися у бік західного кордону вже вдень 24 лютого 2022 року. До складу Тро ЗСУ зголосилися чоловіки-поворчани. Двоє уродженці Поворська загинули на війні з росіянами. Зокрема це пілот, офіцер ВПС України Владислав Левчук та солдат Микола Яворський, який пішов воювати з московитами ще в часи АТО.
У Поворську працюють кілька волонтерських ініціатив, які надають помітну допомогу ЗСУ.

## Населення
Згідно з переписом УРСР 1989 року у Поворську 1895 мешканців, з яких 910 чоловіків та 985 жінок.
За переписом населення України 2001 року в селі мешкало 1888 осіб.

### Мова
Розподіл населення за рідною мовою за даними перепису 2001 року:
| Мова       | Відсоток |
| ---------- | -------- |
| українська | 98,88 %  |
| російська  | 0,91 %   |
| білоруська | 0,11 %   |

## Постаті
- Костянтин Варварів (1924—1982) — американський дипломат.
- Левчук Владислав Олександрович (1999—2022) — офіцер Збройних сил України, учасник російсько-української війни.
- Яворський Микола Васильович (1982—2017) — солдат Збройних сил України, учасник російсько-української війни.
- Віктор Крижанівський — художник.

## Пам'ятники
| № | Фото | Охоронний номер | Найменування пам'ятника    | Датування | Автор           | Дата спорудження | Рішення облвиконкому (адміністрації), постанови Кабінету Міністрів України про взяття пам'ятника під охорону |  |
| - | ---- | --------------- | -------------------------- | --------- | --------------- | ---------------- | --- |  |
| 1 |      | 437             | Пам'ятник землякам         | 1941–1945 | Місцеві майстри | 1966             | № 360-р від 4 серпня 1969 р.                                                                                 |  |
| 2 |      | 132             | Могила розстріляних євреїв | 1942      | ?               | ?                | № 415-р від 22 червня 1999 р.                                                                                |  |